# Френсіс Говард Ґрінвей
Френсіс Говард Ґрінвей (англ. Francis Howard Greenway; нар. 20 листопада 1777, Бристоль — пом. вересень 1837, Морпет) — австралійський архітектор англійського походження.

## Біографія
Народився  20 листопада 1777 року в місті Бристолі (Англія). Навчався в Англії. Працював в якості архітектора в Бристолі. У 1812 році був визнаний винним у підробці документів і в 1814 році засланий до Австралії, де також став працювати зодчим. Будував головним чином в Сіднеї. 
У Новому Південному Уельсі  працював у губернатора Лаклана Маккворі як перший урядовий архітектор Австралії. Писав статті для преси, залишив спогади.
Був одружений, мав семеро дітей. Помер від тифу в Морпеті (Ньюкаслі) імовірно 26 вересня 1837 року.

## Роботи
- Церква Святого Матвія у Віндзорі (Новий Південний Уельс);
- Церква Сент-Джеймса,Сідней.
- Будинок Уряду, Сідней (частково Грінуей);
- Верховний суд, Сідней;
- Будинок судді, Сідней;
- Казарми Гайд-парку, Сідней;
- Маяк Макуорі;
- Консерваторія музики, Сідней;
- Коледж, Ліверпуль;
- Будинок Уряду, Парраматта і інші.

## Цікаві факти
.

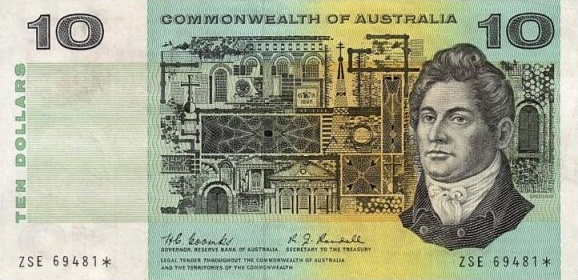
Банкнота 10 доларів

Грінуей, чи не єдиний у світі засуджений підробник, зображений на австралійській банкноті в 10 доларів (1966—1993).